# Sergiusz Waszkiewicz
Sergiusz Waszkiewicz (ur. 7 listopada 1907, zm. 29 czerwca 1996) – polski duchowny i działacz ewangelikalny, wieloletni wiceprezes Zjednoczonego Kościoła Ewangelicznego w Polskiej Rzeczypospolitej Ludowej.

## Życiorys
Pochodził spod Nowogródka. Z ruchem ewangelicznych chrześcijan zetknął się w trakcie I wojny światowej. Od 1930 działał jako ewangelista w okolicach Nowogródka i Wilna, zaś w 1935 został skierowany na studia biblijno-teologiczne do Gdańskiego Instytutu Biblijnego. Studia te ukończył w 1937 i 20 sierpnia tego samego roku został ordynowany na prezbitera. Związany był ze zborem w Baranowiczach. Po II wojnie światowej działał we Wszechzwiązkowej Unii Ewangelicznych Chrześcijan Baptystów, a po repatriacji do Polski w 1947 był organizatorem zboru w Gdańsku, którego był pastorem do 1981 (był także wieloletnim prezbiterem okręgowym). W latach 1953–1978 Sergiusz Waszkiewicz był członkiem Naczelnej Rady Zjednoczonego Kościoła Ewangelicznego w PRL, jednocześnie w latach 1956–1975 piastując funkcję wiceprezesa ZKE.

## Źródła
- Edward Czajko – Sergiusz Waszkiewicz; „Chrześcijanin”. Nr 9-10, s. 8-9, 1996.